# André Maggi
André Antônio Maggi (Torres, 3 de janeiro de 1927 – São Paulo, 22 de abril de 2001) foi um político e empresário brasileiro do setor de soja.
É pai do político e engenheiro Blairo Maggi.

## Biografia

### Primeiros anos
Nascido no município de Torres, no interior do estado de Rio Grande do Sul, sendo filho de dois imigrantes, um italiano, Antônio Maggi, e da alemã, Carolina Lumertz.
Quando era adolescente, começou a trabalhar numa serraria, onde aprendeu o ofício tornando-se madeireiro.
Deixou o estado do Rio Grande do Sul, mudando-se para o município paranaense de São Miguel do Iguaçu, no ano de 1955, quando os negócios com a madeira já não eram mais lucrativos.

### Agricultura
Já no interior do Paraná, diversificou seus ramos de negócios, cultivando arroz e soja, assim entrando no ramo da agricultura. No fim da década de 1970, estendeu os negócios para o estado do Mato Grosso,  estado onde fundou as Sementes Maggi, que tornou-se posteriormente o Grupo Amaggi, que atualmente é um dos maiores produtores de soja do mundo.
No fim da década de 1980, fundou o município de Sapezal, no interior do Mato Grosso. e emancipada a município de maneira oficial em 19 de setembro 1994, pela lei nº.6.534, após proposição de lei de Jaime Muraro na Assembleia Legislativa de Mato Grosso e sancionada pelo governador Jayme Campos (PFL).
Filiado ao Partido Democrático Trabalhista (PDT), Maggi foi eleito primeiro prefeito da cidade recém-criada em 1996, após obter um total de 869 votos.

### Escravidão moderna
No fim da década de 1980, de acordo com documento confidencial da Polícia Federal (DPF) em Mato Grosso, na fazenda nomeada Gleba Jarinã de André Maggi, foram encontrados trabalhadores em situação análoga à escravidão. No relatório, obtido a partir do Instituto Brasileiro de Defesa Florestal (IBDF), órgão anterior ao Instituto Brasileiro do Meio Ambiente e dos Recursos Naturais Renováveis (IBAMA), que fiscalizava desmatamento ilegal na propriedade, um dos trabalhadores (chamado José Laerton da Rocha) relatou ter sido chicoteado por um empreiteiro de André Maggi.Além disso, foram encontrados pessoas trabalhando contra a própria vontade, sofrendo “maus tratos” e doentes.

### Morte
Morreu em 22 de abril de 2001, aos 74 anos, na na cidade de São Paulo, vítima de parada cardíaca e foi sepultado em São Miguel do Iguaçu, no Paraná, após de ser velado em Sapezal. Deixou a esposa, Lúcia Maggi, e mais cinco filhos: Fátima, Rosângela, Marli, Blairo e Vera. 

## Legado
No ano de 2019, ganhou uma biografia escrita pela jornalista Martha Baptista e publicada pela Entrelinhas editora, intitulada André Maggi: Do cabo a enxada ao centro do agronegócio brasileiro.